# Phascolosoma noduliferum
Phascolosoma noduliferum är en stjärnmaskart som beskrevs av William Stimpson 1855. Phascolosoma noduliferum ingår i släktet Phascolosoma och familjen Phascolosomatidae. Inga underarter finns listade i Catalogue of Life.